# 広島市映像文化ライブラリー
広島市映像文化ライブラリー（ひろしましえいぞうぶんかライブラリー）は、広島市中区の広島市中央公園内にある広島市立の映像に関するフィルム・アーカイヴ施設（図書館・映画館）で、図書館の一つとしても扱われている。

## 概要
1982年（昭和57年）5月1日に、地方自治体としては初の『映画の収集・保存・上映』や『音楽資料（レコード・CD）の収集・保存』する施設として開館。広島市立中央図書館との複合施設になっている。
所蔵する資料は地域の団体に貸し出す他、映画に関しては館内に設けられた169席の上映室で上映も行っている。

## 利用情報
- 開館時間
  - 火曜日 - 土曜日 ： 午前10時 - 午後8時[8]
  - 日曜日、国民の祝日、8月6日 ： 午前10時 - 午後5時[8]
- 映画上映会
  - 35ミリフイルム ： 大人510円、シニア250円、子供250円（30人以上の団体：大人400円、シニア190円、子供190円）[9]
  - それ以外 ： 大人380円、シニア180円、子供180円（30人以上の団体：大人290円、シニア140円、子供140円）[9]

## 休館日
- 毎週月曜日[9]
- 国民の祝日に関する法律に規定する休日の翌日[9]
  - ただし土・日・月曜日に当たるときはその直後の平日[9]
- 年末年始（12月29日 - 1月4日）[9]